# Le Pérugin et Raphaël à Pérouse
Le Pérugin et Raphaël à Pérouse est un tableau peint par Édouard Cibot en 1842 et présenté au Salon de 1843. Il est acquis par la ville de Moulins en 1845.
Il est conservé au musée Anne-de-Beaujeu à Moulins. En 2014, il est prêté au Musée des beaux-arts de Lyon dans le cadre de l'exposition L'invention du Passé. Histoires de cœur et d'épée 1802-1850.